# Terje Mørkved
Terje Mørkved (Bodø, 19 aprile 1949 – Turchia, 15 luglio 2013) è stato un calciatore norvegese, di ruolo attaccante.

## Carriera

### Club
Mørkved giocò con la maglia del Bodø/Glimt, per poi passare al Rosenborg. Esordì in squadra in data 25 aprile 1971, nella vittoria per 1-2 sul campo del Sarpsborg. Con il Rosenborg, contribuì al raggiungimento del double del 1971. Nel 1973 lasciò il club per tornare al Bodø/Glimt, con cui vinse la Coppa di Norvegia 1975.

## Palmarès

### Club

#### Competizioni nazionali
- Coppa di Norvegia: 1

Rosenborg: 1971
- Coppa di Norvegia: 2

Rosenborg: 1971
Bodø/Glimt: 1975